# Michael Löwy
Michael Löwy, född 6 maj 1938 i São Paulo, är en fransk-brasiliansk marxistisk filosof och sociolog. Han är föreläsare vid École des hautes études en sciences sociales (EHESS) i Paris. Löwy var tidigare forskningsdirektor i samhällsvetenskap vid Centre national de la recherche scientifique (CNRS). Han har publicerat böcker om  Karl Marx, Che Guevara, befrielseteologi, Georg Lukács, Walter Benjamin, Lucien Goldmann och Franz Kafka.
Löwy mottog år 1994 CNRS:s silvermedalj.

## Biografi
Löwy föddes i São Paulo år 1938; han är ättling till judiska emigranter från Wien. Tidigt väcktes hans intresse för politik och vid 16 års ålder var han övertygad socialist efter att ha läst Rosa Luxemburgs skrifter. Löwy studerade vid universitetet i São Paulo med bland andra Fernando Henrique Cardoso, Florestan Fernandes och Antonio Candido som lärare. År 1961 erhöll Löwy ett stipendium för doktorandstudier i Paris; hans handledare var Lucien Goldmann. Tre år senare avlade Löwy doktorsexamen vid Sorbonne med avhandlingen La Théorie de la révolution chez le jeune Marx.
Löwys familj emigrerade från Brasilien till Israel år 1962. Löwy undervisade i de politiska idéernas historia vid Tel Avivs universitet och i slutet av 1960-talet var han assistent åt Peter Worsley vid Manchesters universitet. Under en kort period samarbetade han med Nicos Poulantzas vid Paris universitet, innan han inledde arbetet med en avhandling om Georg Lukács, vilken han lade fram 1975. Därefter föreläste Löwy i sociologi vid Université Paris-VIII; år 1978 antogs han som forskare vid Centre national de la recherche scientifique (CNRS).
År 1981 började Löwy att undervisa vid École des hautes études en sciences sociales (EHESS). Han är även medlem av redaktionen för flera tidskrifter: Archives de sciences sociales des religions, Actuel Marx och Écologie & Politique.
Inom det kultursociologiska fältet har Löwy särskilt intresserat sig för marxistisk historicism. Denna disciplin analyserar, tolkar och förklarar sambandet mellan olika kulturella fenomen – i synnerhet religiösa och politiska – genom att placera dem i specifika sociala och historiska sammanhang.